# Clássico do Café (Paraná)
O Clássico do Café é o confronto entre os dois maiores rivais do interior do Paraná: Londrina Esporte Clube e Grêmio Maringá.
As cidades de Londrina e Maringá são as duas maiores do interior do Paraná, foram fundadas em épocas próximas e ficam a cerca de 90 km de distância uma da outra. Tudo isto fez com que o Clássico do Café ganhasse grande importância no norte do Paraná.
O nome do clássico é uma referência ao principal produto econômico da região durante a década de 1960, período em que ele surgiu.
O jogo mais importante entre os dois clubes foi a decisão do Campeonato Paranaense de Futebol de 1981, vencida pelo Tubarão, perante 43.412 torcedores pagantes.
O Clássico do Café, porém, perdeu a importância de outrora, pois desde 2005 o Grêmio Maringá não participa da 1ª Divisão do Campeonato Paranaense.
Entretanto, um novo time maringaense, o Maringá FC, surgiu para rivalizar com o Londrina. O primeiro confronto entre eles foi em 2014, no Estádio do Café, com os dois clubes vindo a fazer a final do Campeonato Paranaense já no primeiro ano de confronto. No entanto, este clássico não deve ser confundido, sendo o clássico entre Londrina EC e Maringá FC denominado Londringá.

## Década de 1960
| #   | Data                   | Mandante       | # | # | Visitante      |
| --- | ---------------------- | -------------- | - | - | -------------- |
| #1  | 20 de maio de 1962     | Grêmio Maringá | 2 | 4 | Londrina       |
| #2  | 26 de agosto de 1962   | Londrina       | 2 | 1 | Grêmio Maringá |
| #3  | 21 de outubro de 1962  | Grêmio Maringá | 1 | 4 | Londrina       |
| #4  | 12 de dezembro de 1962 | Londrina       | 3 | 0 | Grêmio Maringá |
| #5  | 4 de agosto de 1963    | Grêmio Maringá | 2 | 1 | Londrina       |
| #6  | 24 de novembro de 1963 | Londrina       | 3 | 0 | Grêmio Maringá |
| #7  | 30 de agosto de 1964   | Londrina       | 1 | 4 | Grêmio Maringá |
| #8  | 13 de dezembro de 1964 | Grêmio Maringá | 2 | 1 | Londrina       |
| #9  | 21 de março de 1965    | Grêmio Maringá | 2 | 2 | Londrina       |
| #10 | 1 de agosto de 1965    | Grêmio Maringá | 1 | 1 | Londrina       |
| #11 | 28 de novembro de 1965 | Londrina       | 1 | 0 | Grêmio Maringá |
| #12 | 3 de abril de 1966     | Grêmio Maringá | 3 | 1 | Londrina       |
| #13 | 14 de abril de 1966    | Londrina       | 3 | 2 | Grêmio Maringá |
| #14 | 26 de junho de 1966    | Londrina       | 2 | 0 | Grêmio Maringá |
| #15 | 9 de outubro de 1966   | Grêmio Maringá | 1 | 1 | Londrina       |
| #16 | 28 de janeiro de 1967  | Londrina       | 8 | 3 | Grêmio Maringá |
| #17 | 21 de maio de 1967     | Londrina       | 1 | 0 | Grêmio Maringá |
| #18 | 24 de setembro de 1967 | Grêmio Maringá | 3 | 1 | Londrina       |
| #19 | 21 de abril de 1968    | Grêmio Maringá | 1 | 0 | Londrina       |
| #20 | 10 de julho de 1968    | Londrina       | 2 | 0 | Grêmio Maringá |
| #21 | 8 de setembro de 1968  | Londrina       | 1 | 0 | Grêmio Maringá |
| #22 | 11 de setembro de 1968 | Grêmio Maringá | 0 | 3 | Londrina       |
| #23 | 5 de outubro de 1968   | Grêmio Maringá | 3 | 2 | Londrina       |
| #24 | 4 de maio de 1969      | Londrina       | 2 | 0 | Grêmio Maringá |
| #25 | 22 de junho de 1969    | Grêmio Maringá | 4 | 2 | Londrina       |

## Década de 1970
| #   | Data                    | Mandante       | # | # | Visitante      |
| --- | ----------------------- | -------------- | - | - | -------------- |
| #26 | 1 de março de 1970      | Londrina       | 1 | 1 | Grêmio Maringá |
| #27 | 30 de maio de 1970      | Grêmio Maringá | 2 | 1 | Londrina       |
| #28 | 31 de outubro de 1970   | Grêmio Maringá | 1 | 4 | Londrina       |
| #29 | 29 de novembro de 1970  | Grêmio Maringá | 0 | 0 | Londrina       |
| #30 | 7 de fevereiro de 1971  | Londrina       | 1 | 0 | Grêmio Maringá |
| #31 | 4 de abril de 1971      | Grêmio Maringá | 2 | 0 | Londrina       |
| #32 | 16 de maio de 1971      | Grêmio Maringá | 1 | 0 | Londrina       |
| #33 | 23 de junho de 1971     | Londrina       | 2 | 0 | Grêmio Maringá |
| #34 | 15 de março de 1972     | Grêmio Maringá | 2 | 1 | Londrina       |
| #35 | 21 de maio de 1972      | Londrina       | 0 | 0 | Grêmio Maringá |
| #36 | 28 de maio de 1972      | Grêmio Maringá | 1 | 0 | Londrina       |
| #37 | 19 de julho de 1972     | Londrina       | 2 | 1 | Grêmio Maringá |
| #38 | 6 de agosto de 1972     | Grêmio Maringá | 1 | 1 | Londrina       |
| #39 | 28 de janeiro de 1973   | Londrina       | 2 | 1 | Grêmio Maringá |
| #40 | 25 de março de 1973     | Londrina       | 4 | 0 | Grêmio Maringá |
| #41 | 3 de junho de 1973      | Grêmio Maringá | 0 | 0 | Londrina       |
| #42 | 19 de fevereiro de 1975 | Londrina       | 3 | 1 | Grêmio Maringá |
| #43 | 27 de abril de 1975     | Grêmio Maringá | 0 | 0 | Londrina       |
| #44 | 14 de maio de 1975      | Londrina       | 3 | 1 | Grêmio Maringá |
| #45 | 30 de julho de 1975     | Londrina       | 2 | 0 | Grêmio Maringá |
| #46 | 27 de setembro de 1975  | Grêmio Maringá | 2 | 0 | Londrina       |
| #47 | 5 de novembro de 1975   | Londrina       | 2 | 0 | Grêmio Maringá |
| #48 | 15 de fevereiro de 1976 | Grêmio Maringá | 0 | 3 | Londrina       |
| #49 | 9 de maio de 1976       | Londrina       | 1 | 0 | Grêmio Maringá |
| #50 | 4 de julho de 1976      | Grêmio Maringá | 2 | 2 | Londrina       |
| #51 | 8 de agosto de 1976     | Londrina       | 1 | 1 | Grêmio Maringá |
| #52 | 23 de novembro de 1976  | Grêmio Maringá | 0 | 1 | Londrina       |
| #53 | 17 de abril de 1977     | Londrina       | 2 | 2 | Grêmio Maringá |
| #54 | 15 de maio de 1977      | Grêmio Maringá | 2 | 0 | Londrina       |
| #55 | 15 de abril de 1978     | Londrina       | 2 | 3 | Grêmio Maringá |
| #56 | 17 de junho de 1978     | Londrina       | 3 | 1 | Grêmio Maringá |
| #57 | 3 de setembro de 1978   | Grêmio Maringá | 0 | 1 | Londrina       |
| #58 | 1 de outubro de 1978    | Londrina       | 2 | 0 | Grêmio Maringá |
| #59 | 22 de outubro de 1978   | Grêmio Maringá | 0 | 1 | Londrina       |
| #60 | 7 de dezembro de 1978   | Grêmio Maringá | 3 | 1 | Londrina       |
| #61 | 9 de dezembro de 1978   | Londrina       | 4 | 2 | Grêmio Maringá |
| #62 | 8 de abril de 1979      | Londrina       | 0 | 0 | Grêmio Maringá |
| #63 | 10 de junho de 1979     | Grêmio Maringá | 2 | 1 | Londrina       |
| #64 | 29 de julho de 1979     | Londrina       | 1 | 1 | Grêmio Maringá |

## Década de 1980
| #    | Data                    | Mandante       | # | # | Visitante      |
| ---- | ----------------------- | -------------- | - | - | -------------- |
| #65  | 10 de fevereiro de 1980 | Londrina       | 0 | 1 | Grêmio Maringá |
| #66  | 13 de fevereiro de 1980 | Grêmio Maringá | 2 | 2 | Londrina       |
| #67  | 6 de abril de 1980      | Londrina       | 2 | 1 | Grêmio Maringá |
| #68  | 15 de junho de 1980     | Grêmio Maringá | 0 | 0 | Londrina       |
| #69  | 7 de setembro de 1980   | Londrina       | 2 | 1 | Grêmio Maringá |
| #70  | 12 de outubro de 1980   | Grêmio Maringá | 0 | 1 | Londrina       |
| #71  | 31 de maio de 1981      | Londrina       | 1 | 2 | Grêmio Maringá |
| #72  | 12 de julho de 1981     | Grêmio Maringá | 1 | 1 | Londrina       |
| #73  | 19 de julho de 1981     | Londrina       | 1 | 1 | Grêmio Maringá |
| #74  | 30 de agosto de 1981    | Grêmio Maringá | 3 | 2 | Londrina       |
| #75  | 18 de outubro de 1981   | Grêmio Maringá | 2 | 1 | Londrina       |
| #76  | 1 de novembro de 1981   | Londrina       | 2 | 1 | Grêmio Maringá |
| #77  | 22 de novembro de 1981  | Grêmio Maringá | 2 | 3 | Londrina       |
| #78  | 29 de novembro de 1981  | Londrina       | 2 | 1 | Grêmio Maringá |
| #79  | 16 de maio de 1982      | Grêmio Maringá | 2 | 2 | Londrina       |
| #80  | 27 de junho de 1982     | Grêmio Maringá | 0 | 0 | Londrina       |
| #81  | 1 de agosto de 1982     | Grêmio Maringá | 2 | 2 | Londrina       |
| #82  | 26 de setembro de 1982  | Londrina       | 0 | 0 | Grêmio Maringá |
| #83  | 7 de novembro de 1982   | Londrina       | 3 | 0 | Grêmio Maringá |
| #84  | 3 de julho de 1983      | Londrina       | 0 | 1 | Grêmio Maringá |
| #85  | 18 de setembro de 1983  | Grêmio Maringá | 1 | 1 | Londrina       |
| #86  | 1 de fevereiro de 1984  | Londrina       | 1 | 1 | Grêmio Maringá |
| #87  | 12 de fevereiro de 1984 | Grêmio Maringá | 2 | 2 | Londrina       |
| #88  | 8 de julho de 1984      | Grêmio Maringá | 2 | 2 | Londrina       |
| #89  | 9 de setembro de 1984   | Londrina       | 0 | 0 | Grêmio Maringá |
| #90  | 14 de outubro de 1984   | Grêmio Maringá | 1 | 1 | Londrina       |
| #91  | 23 de junho de 1985     | Grêmio Maringá | 3 | 1 | Londrina       |
| #92  | 7 de julho de 1985      | Londrina       | 3 | 1 | Grêmio Maringá |
| #93  | 11 de agosto de 1985    | Londrina       | 2 | 1 | Grêmio Maringá |
| #94  | 13 de outubro de 1985   | Grêmio Maringá | 1 | 0 | Londrina       |
| #95  | 2 de março de 1986      | Grêmio Maringá | 3 | 1 | Londrina       |
| #96  | 14 de junho de 1986     | Londrina       | 2 | 2 | Grêmio Maringá |
| #97  | 31 de outubro de 1986   | Grêmio Maringá | 0 | 1 | Londrina       |
| #98  | 29 de janeiro de 1987   | Grêmio Maringá | 0 | 0 | Londrina       |
| #99  | 8 de março de 1987      | Grêmio Maringá | 0 | 3 | Londrina       |
| #100 | 3 de maio de 1987       | Londrina       | 0 | 0 | Grêmio Maringá |
| #101 | 14 de outubro de 1987   | Londrina       | 3 | 0 | Grêmio Maringá |
| #102 | 22 de novembro de 1987  | Grêmio Maringá | 0 | 4 | Londrina       |
| #103 | 6 de março de 1988      | Londrina       | 2 | 0 | Grêmio Maringá |
| #104 | 8 de maio de 1988       | Grêmio Maringá | 2 | 0 | Londrina       |
| #105 | 4 de dezembro de 1988   | Grêmio Maringá | 2 | 2 | Londrina       |
| #106 | 11 de dezembro de 1988  | Londrina       | 1 | 0 | Grêmio Maringá |
| #107 | 12 de fevereiro de 1989 | Londrina       | 1 | 2 | Grêmio Maringá |
| #108 | 30 de abril de 1989     | Grêmio Maringá | 2 | 2 | Londrina       |
| #109 | 18 de junho de 1989     | Londrina       | 1 | 1 | Grêmio Maringá |
| #110 | 1 de outubro de 1989    | Grêmio Maringá | 1 | 0 | Londrina       |
| #111 | 29 de outubro de 1989   | Londrina       | 0 | 1 | Grêmio Maringá |
| #112 | 12 de novembro de 1989  | Grêmio Maringá | 1 | 1 | Londrina       |

## Década de 1990
| #    | Data                    | Mandante       | # | # | Visitante      |
| ---- | ----------------------- | -------------- | - | - | -------------- |
| #113 | 29 de abril de 1990     | Grêmio Maringá | 0 | 0 | Londrina       |
| #114 | 23 de junho de 1990     | Grêmio Maringá | 1 | 0 | Londrina       |
| #115 | 24 de fevereiro de 1991 | Grêmio Maringá | 2 | 2 | Londrina       |
| #116 | 7 de abril de 1991      | Londrina       | 3 | 1 | Grêmio Maringá |
| #117 | 28 de julho de 1991     | Londrina       | 1 | 1 | Grêmio Maringá |
| #118 | 13 de outubro de 1991   | Grêmio Maringá | 1 | 4 | Londrina       |
| #119 | 15 de março de 1992     | Londrina       | 0 | 1 | Grêmio Maringá |
| #120 | 13 de setembro de 1992  | Grêmio Maringá | 3 | 1 | Londrina       |
| #121 | 7 de março de 1993      | Londrina       | 0 | 0 | Grêmio Maringá |
| #122 | 6 de fevereiro de 1994  | Grêmio Maringá | 3 | 1 | Londrina       |
| #123 | 20 de março de 1994     | Londrina       | 2 | 0 | Grêmio Maringá |
| #124 | 28 de janeiro de 1996   | Grêmio Maringá | 0 | 2 | Londrina       |
| #125 | 1 de fevereiro de 1996  | Londrina       | 1 | 1 | Grêmio Maringá |
| #126 | 11 de maio de 1996      | Londrina       | 1 | 0 | Grêmio Maringá |
| #127 | 8 de fevereiro de 1998  | Londrina       | 1 | 0 | Grêmio Maringá |
| #128 | 29 de março de 1998     | Grêmio Maringá | 0 | 1 | Londrina       |
| #129 | 17 de julho de 1999     | Grêmio Maringá | 1 | 4 | Londrina       |
| #130 | 7 de novembro de 1999   | Londrina       | 1 | 1 | Grêmio Maringá |
| #131 | 28 de novembro de 1999  | Grêmio Maringá | 2 | 1 | Londrina       |

## Década de 2000
| #    | Data                   | Mandante       | # | # | Visitante      |
| ---- | ---------------------- | -------------- | - | - | -------------- |
| #132 | 10 de março de 2002    | Grêmio Maringá | 2 | 1 | Londrina       |
| #133 | 21 de abril de 2002    | Londrina       | 0 | 1 | Grêmio Maringá |
| #134 | 2 de fevereiro de 2003 | Grêmio Maringá | 2 | 2 | Londrina       |
| #135 | 16 de abril de 2003    | Grêmio Maringá | 1 | 2 | Londrina       |
| #136 | 21 de setembro de 2003 | Grêmio Maringá | 1 | 1 | Londrina       |
| #137 | 30 de setembro de 2003 | Londrina       | 1 | 1 | Grêmio Maringá |
| #138 | 1 de fevereiro de 2004 | Grêmio Maringá | 1 | 0 | Londrina       |

## Resumo Geral
| Estatística Geral                             |     |
| Número de jogos                               | 139 |
| Vitórias do Londrina Esporte Clube            | 57  |
| Vitórias do Grêmio de Esportes Maringá        | 38  |
| Empates                                       | 44  |
| Gols marcados pelo Londrina Esporte Clube     | 207 |
| Gols marcados pelo Grêmio de Esportes Maringá | 154 |

## Maiores Goleadas
- 30 de agosto de 1964 (Estádio VGD): Londrina 1-4 Grêmio Maringá
- 28 de janeiro de 1967 (Estádio VGD): Londrina 8-3 Grêmio Maringá